# متنامین مندلات
متنامین مندلات (به انگلیسی: Methenamine mandelate)
رده درمانی: آنتی سپتیک ادراری
اشکال دارویی: قرص

## موارد مصرف
متنامین مندلات در پروفیلاکسی و درمان عفونتهای ادراری خفیف به کار می‌رود.

## مکانیسم اثر
متنامین مندلات پیش ساز فرمالدئید است.

## عوارض جانبی
تهوع و استفراغ، کهیر و خارش، هماچوری میکروسکوپی، دیزوری، فریکوئنسی، آلبومینوری، وزوز گوش.